# Tristanstraße 8

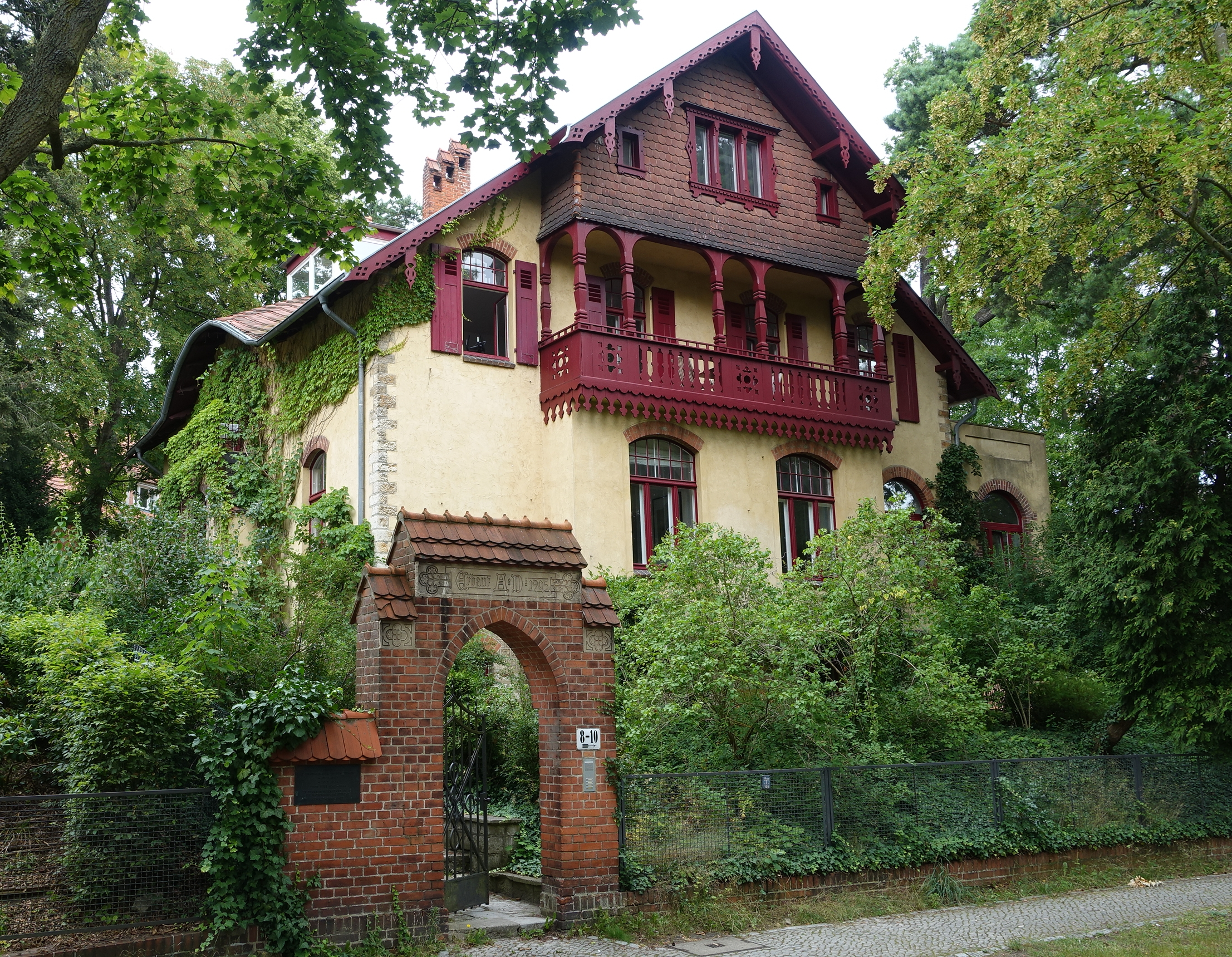
Villa in der Tristanstraße 8

Die Villa an der Tristanstraße 8 ist ein historisches Gebäude im Berliner Ortsteil Nikolassee. Das Haus wird vom Landesdenkmalamt Berlin als Kulturdenkmal mit der Nummer 09075286 gelistet.

## Geschichte
Das Gebäude wurde in den Jahren 1905–1906 vom Königlichen Hofmaurermeister August Grabkowsky aus Potsdam für den preußischen Architekten und Baubeamten Ludwig von Tiedemann erbaut.

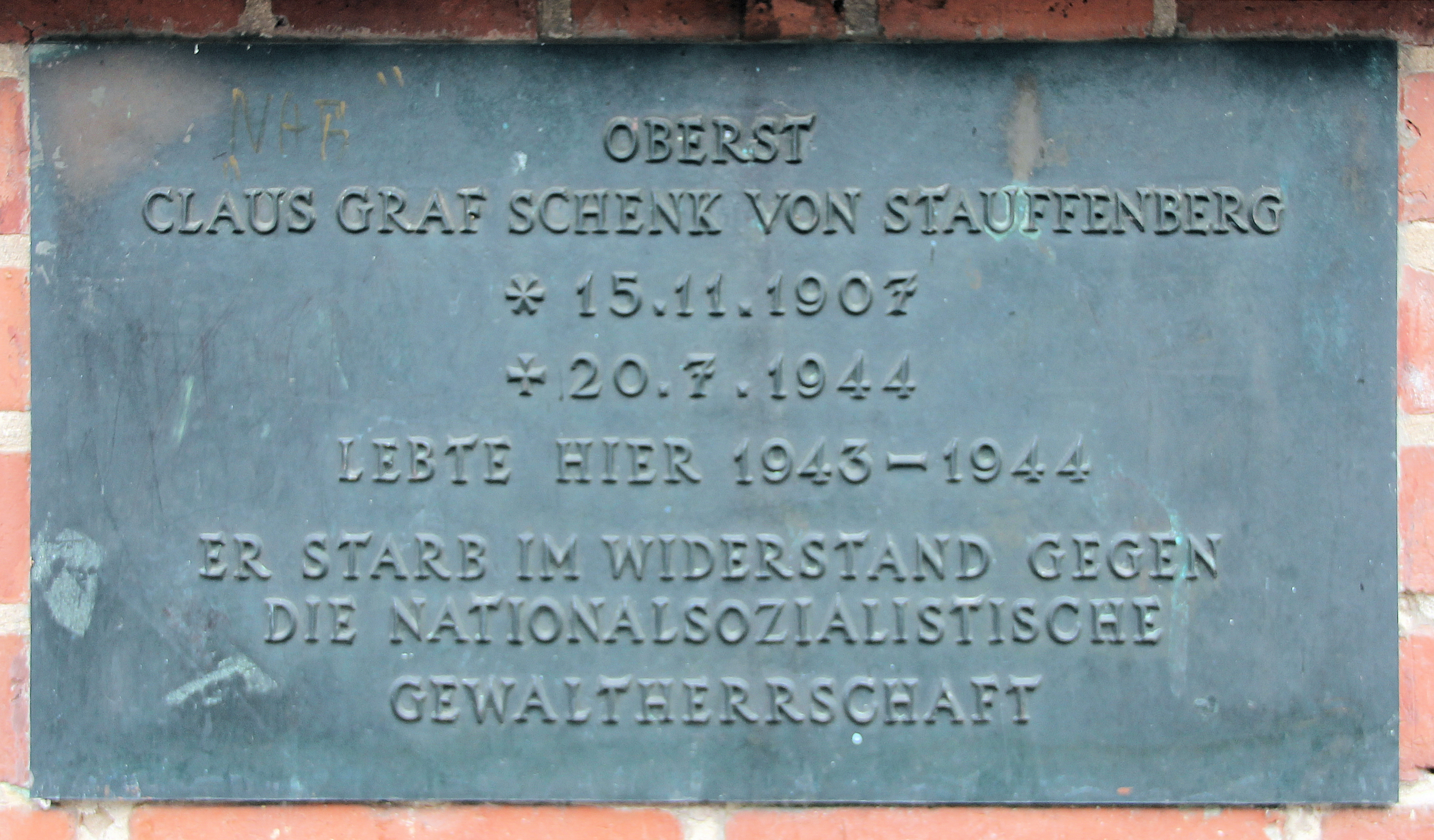
Gedenktafel für Claus Schenk Graf von Stauffenberg am Haus

In der Villa wohnte die Familie Stauffenberg von 1943 bis 1944. Am Tor der Villa ist heute eine Gedenktafel für Claus Schenk Graf von Stauffenberg angebracht.